# Tatra 97

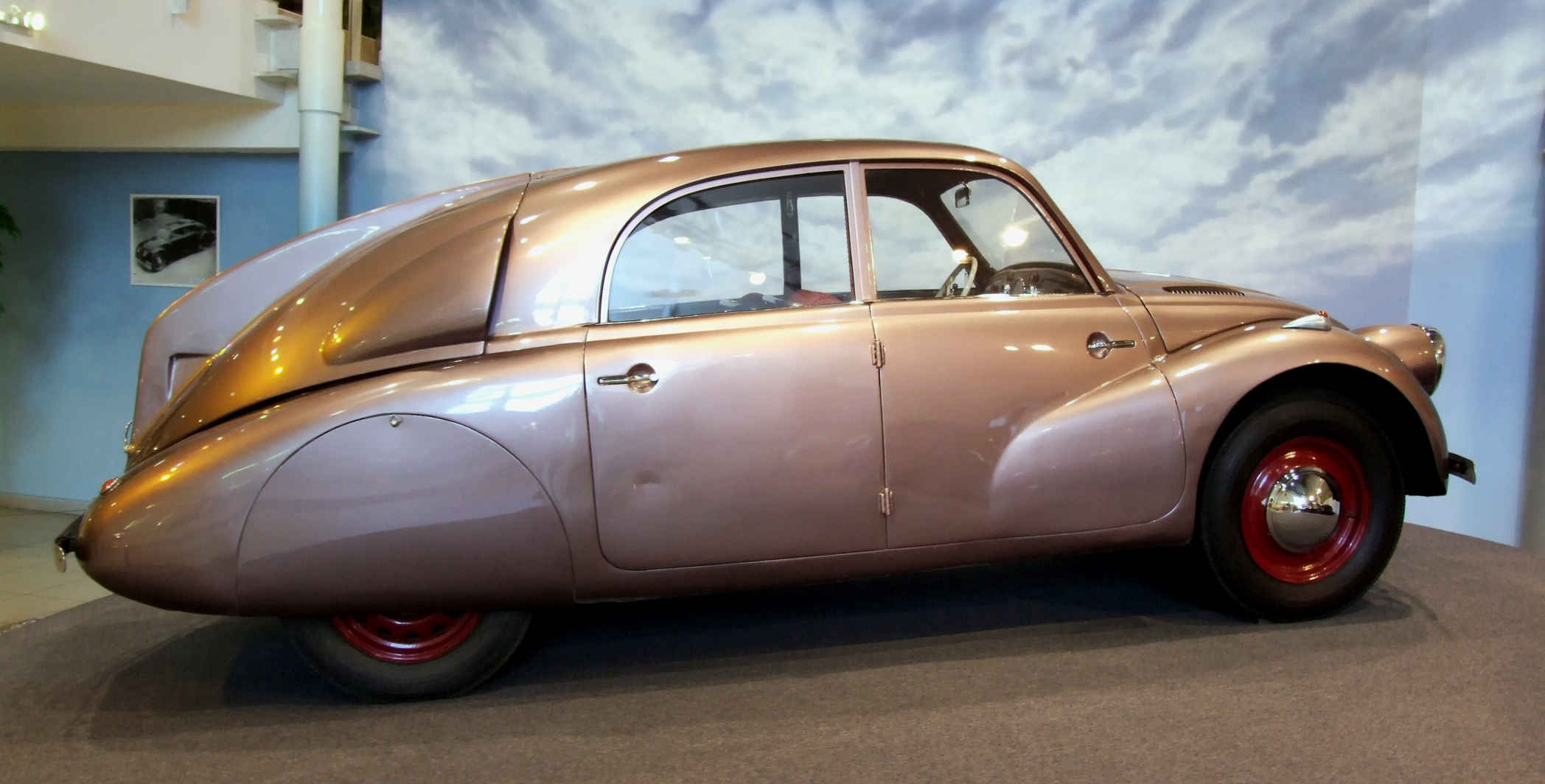
Tatra T97

Tatra T97 är en tjeckoslovakisk bilmodell från Tatra och är bakhjulsdriven samt försedd med svansmotor. Modellen tillverkades 1937-1938 och 1946 i totalt 508 exemplar. 
Tatra T97 har stora likheter med Ferdinand Porsches Volkswagen-konstruktion och Adolf Hitler förbjöd Tatra T97 efter ockupationen av delar av Tjeckoslovakien. Volkswagen fick betala skadestånd efter andra världskriget för patentintrång. Ferdinand Porsche hade under en tidigare period arbetat under Tatras chefskonstruktör Hans Ledwinka vid företaget Austro-Daimler. Bilderna visar en tydlig likhet med den ursprungliga Volkswagen.

## Galleri

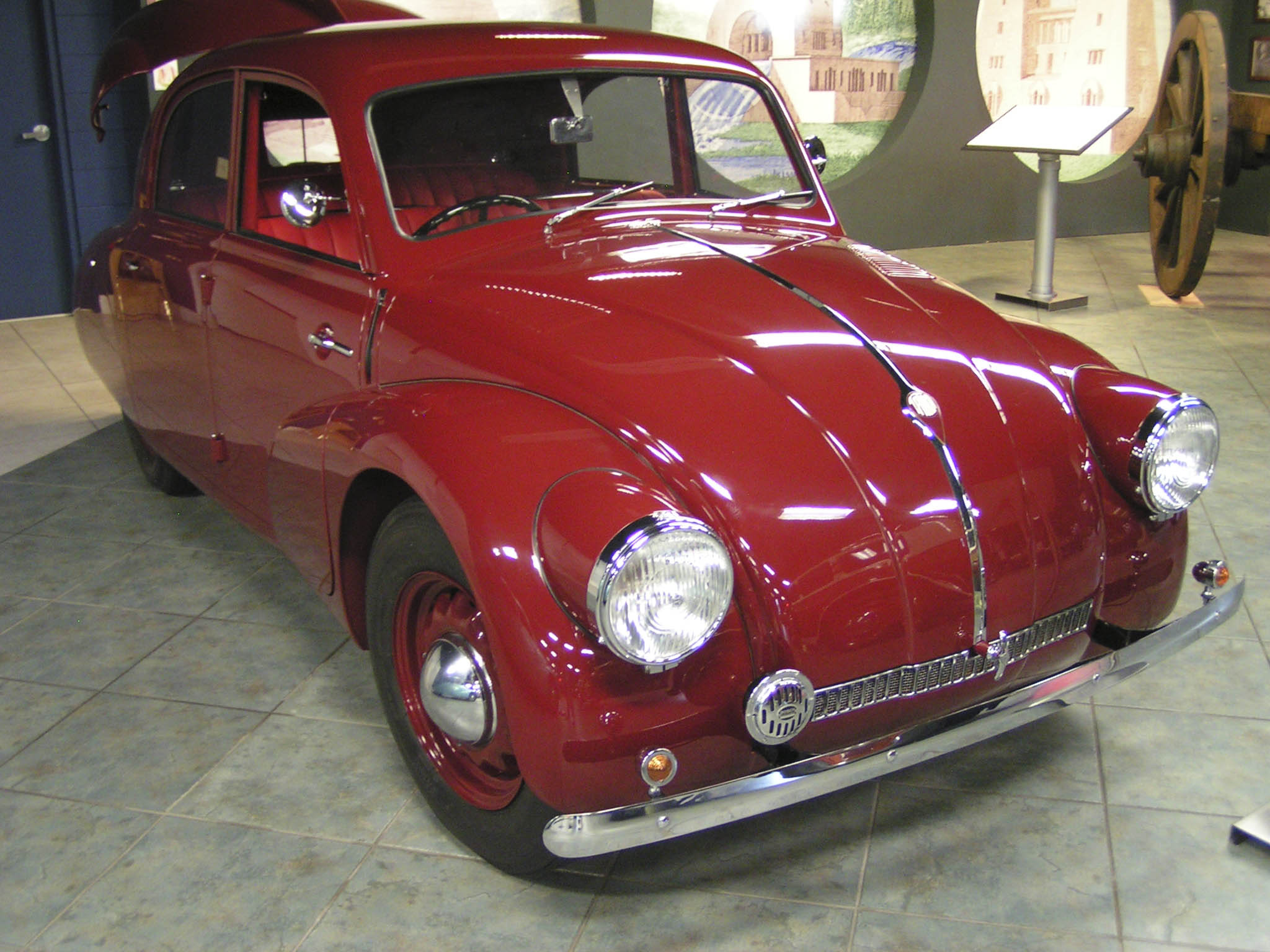
T97 Framifrån.
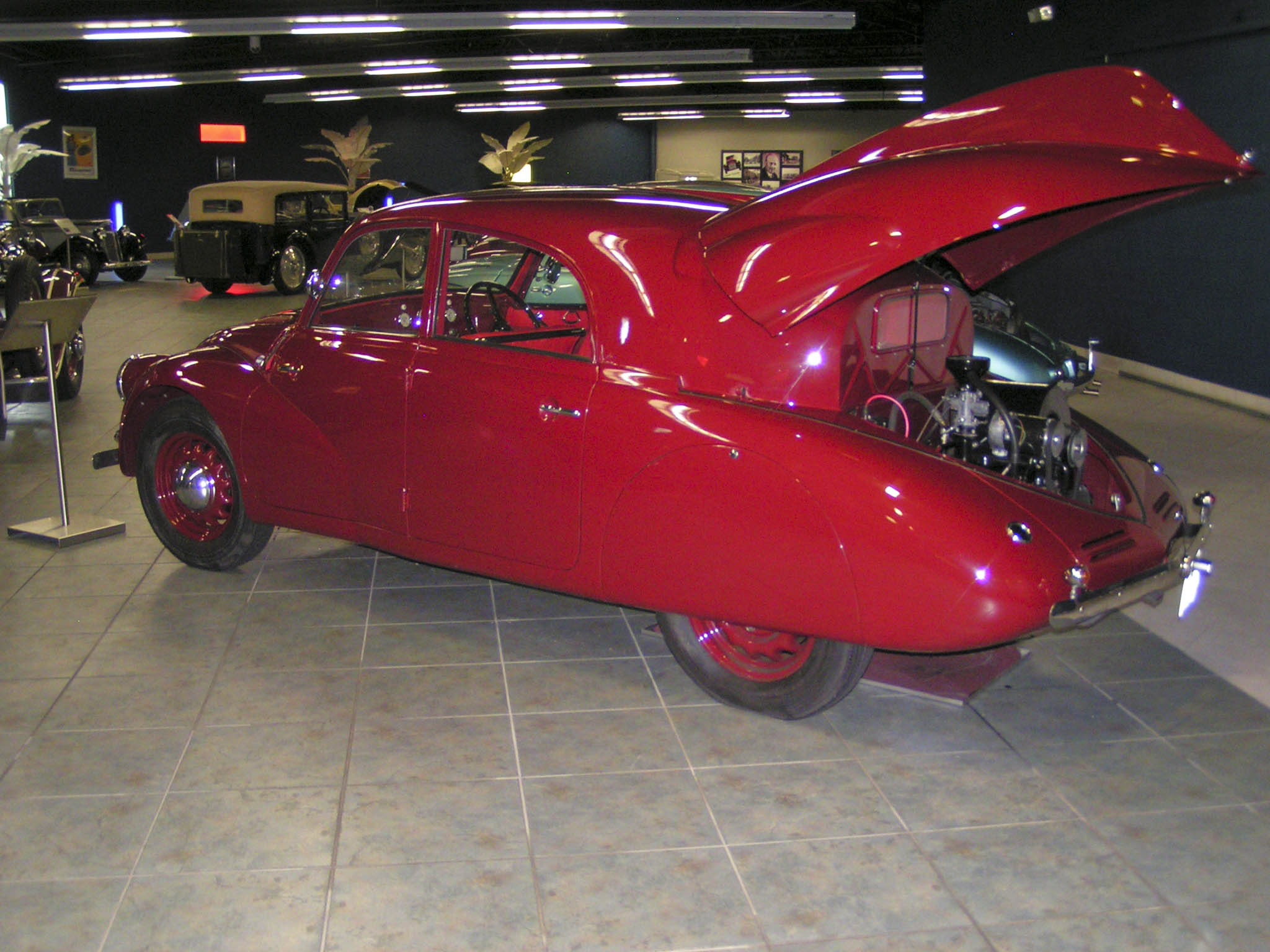
T97 bakifrån.